# Sint-Servatiuskerk (Kersbeek)

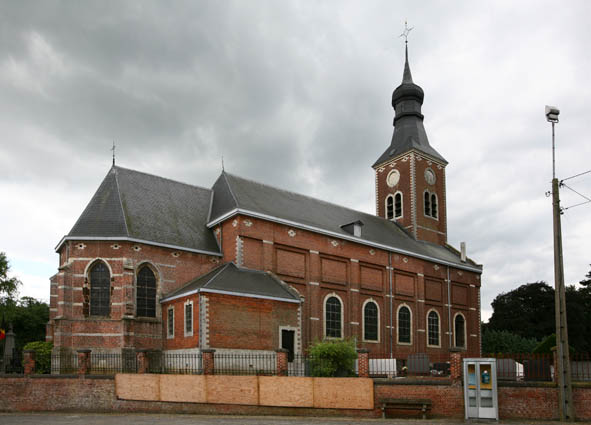
Sint-Servatiuskerk

De Sint-Servatiuskerk is de parochiekerk van de tot de Vlaams-Brabantse gemeente Kortenaken behorende plaats Kersbeek, gelegen aan Kersbeek-Dorp 5.

## Geschiedenis
Een eerste kerk werd opgericht in de tweede helft van de 14e eeuw, iets ten zuiden van de huidige kerk, daar waar de oorspronkelijke woonkern van Kersbeek lag. In 1496 werd op de plaats van de huidige kerk een nieuw, groter, kerkgebouw opgericht. Ook de bewoning was iets naar het noorden opgeschoven, waar de bodem droger was.
Tijdens de godsdiensttwisten werd de kerk zwaar beschadigd en in 1604-1617 werd hij weer herbouwd. Eind 18e eeuw was de kerk bouwvallig geworden en van 1791-1796 werd een nieuwe kerk gebouwd in classicistische stijl. Het koor van de oude kerk bleef behouden. In 1913 werd de kerk uitgebreid met een westtravee en een nieuwe toren, dit naar ontwerp van Albert Geens.

## Gebouw
Het betreft een classicistisch eenbeukig bakstenen kerkgebouw met ingebouwde westtoren en een driezijdig gesloten koor. Dit laatgotisch koor is uit het 1e kwart van de 17e eeuw. De toren is in neoclassicistische stijl. Het koor wordt geflankeerd door een sacristie (1791 en 1879) en een neogotische grafkapel van 1855.
De kerk wordt omringd door een kerkhof.

## Interieur
Het koor heeft een aantal glas-in-loodramen (eind 19e en begin 20e eeuw) en een eiken koorgestoelte uit het 1e kwart van de 18e eeuw. Verder twee 17e-eeuwse schilderijen en een gepolychromeerd triomfkruis uit het 1e kwart van de 16e eeuw.
De preekstoel is uit het 1e kwart van de 18e eeuw, het houten doopvont is van omstreeks 1800, er zijn twee 17e-eeuwse schilderijen.